# Đường đắp cao Johor-Singapore

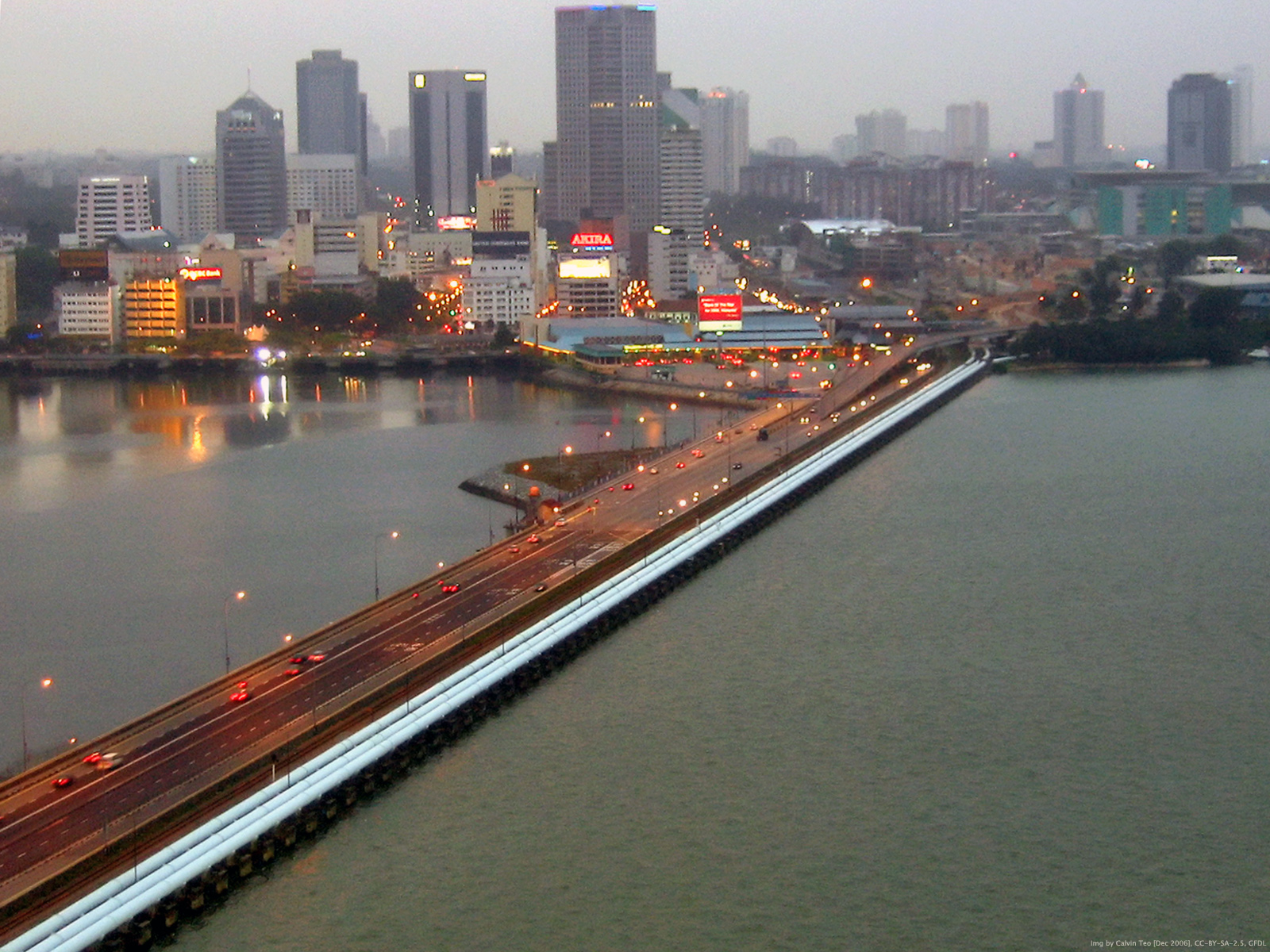
Hình ảnh từ trên cao của đường đắp cao Johor-Singapore

Đường đắp nổi Johor-Singapore (tiếng Trung:: 新柔长堤, tiếng Malay: Tambak Johor) là một đường đắp cao 1056m nối thành phố Johor Bahru ở Malaysia qua eo biển Johor tới thị trấn Woodlands ở Singapore. Con đường này phục vụ cho việc đi lại và đường tàu, cũng như đường ống nước vào Singapore.

## Các nỗ lực để có đường đắp cao thay thế
Người dân Malai kêu gọi rất nhiều lần di chuyển đường đắp cao. Lời kêu gọi đầu tiên xảy ra ở hội đồng lập pháp nhà nước Johor khi người phát ngôn cho rằng đường đắp nổi là “một trở ngại hơn bất cứ thứ gì khác” trong khi cảng nên được xây dựng đến Johor Bahru để khôi phục nên kinh tế thành phố. Nhà nước Johor hiện đã phát triển các cảng gồm Pasir Gudang và Tanjong Pelapas.
Lời kêu gọi thứ 2 vào năm 1986 khi Tổng thống Israeli Chaim Herzog đến thăm Singapore. Thời điểm đó, chính phủ Singapore đã bị chỉ trích bởi các chính trị gia và giới báo chí Malai vì đã cho phép chuyến thăm của ông (thú vị là, một trong những nhà sáng lập ra Singapore, David Saul Marshall, là người Do thái và các đảo đã có liên kết chặt chẽ với Israel).
Theo chính quyền Mahathir cũ, chính phủ Malaysia lên lịch xây dựng một khu phức hợp hải quan, xuất nhập cảnh và kiểm dịch trên đỉnh đồi gần nhà ga Johor Bahru. Cây cầu theo kế hoạch sẽ nối khu phức hợp hải quan mới này với quảng trường thành phố. Dự án này có tên là Cổng tích hợp phía Nam (Gerbang Selatan Bersepadu) bởi chính phủ. Dự án do công ty xây dựng thầu, Gerbang Perdana.  Trong thời gian thi công, một trong hai kênh đường hầm ở cuối khu phức hợp hải quan cũ bị chặn. các con đường thoát khu phức hợp hải quan cũ đã bị chuyển hướng. thiết kế vạch ra định hướng lại luồng giao thông đến khu phức hợp hải quan mới sau khi hoàn thành cây cầu mới dự kiến tới Singapore. Khu phức hợp hải quan cũ sẽ bị phá hủy khi khu phức hợp hải quan mới bắt đầu hoạt động. cả thời gian này, không một thỏa thuận nào được đạt được với chính phủ Singapore trong việc thay thế đường đắp cao với cây cầu mới dự kiến.
Các đề xuất thay thế đường đắp cao cũ bằng cây cầu mới đã dẫn đến sự rạn nứt chính trị giữa hai nước kể từ đầu những năm 2000. Chính phủ Malaysia đã hình dung rằng sự bất đồng với Singapore tham gia vào dự án sẽ là kết quả của cây cầu cong trên vùng biển Malaysia với một nửa đường đắp cao còn lại phía Singapore. Tuy nhiên, Singapore gợi ý rằng có thể đồng ý về việc cây cầu nếu lực lượng không quân được phép sử dụng một phần không phận của Johor. Malaysia từ chối lời đề nghị và việc đàm phán vẫn đang được tiếp diễn.
Tháng 01/2016, Malaysia đơn phương thông báo rằng vẫn sẽ xây cây cầu mới về phía Malaysia, nay được gọi là cầu danh lam thắng cảnh. Việc xây dựng cây cầu cảnh về phía Malaysia chính thức bắt đầu ngày 10/03/2006, khi công việc đóng cọc cầu này hoàn thành, nhưng ngày 12/04/2006, việc xây dựng buộc phải tạm dừng và hủy bỏ bởi người kế vị Mahathir, Abdullah Ahmad Badawi, về việc mâu thuẫn trong thỏa thuận (điều kiện bên phía Singapore đặt ra đối lập với người dân Malaysia trong cơ sở về chủ quyền quốc gia) và các vấn đề pháp lý với Singapore.
Gần đây Badawi đã cho biết rằng “trong tương lai sẽ chẳng có dù chỉ một hay hai cái cầu giữa Malaysia và Singapore”.
Đầu tháng 11/2006, Quốc vương xứ Johor kêu gọi phá hủy con đường vì nó ảnh hưởng đến nền kinh tế nước nhà.